# خراج مجاورات اللوزة
خُرَاجُ مُجَاوِرَاتِ اللَّوزَة أو عاذُور هو تقيح بسبب وجود عدوى خلف اللوزتين.
تشمل الأعراض الحمى، آلام الحلق، عدم القدرة على فتح الفم وتغير في الصوت. الألم عادةً ما يكون أسوأ في جانب واحد. قد تشمل المضاعفات انسداد في مجرى الهواء أو الإصابة بذات الرئة الشفطي.
يحدث الخراج عادةً بسبب العدوى بعدد من البكتيريات، غالباً ما بعد التهاب البلعوم العقدي. لا تحدث عادة في أولئك الذين خضعوا لعملية استئصال اللوزتين. يعتمد التشخيص عادةً على الأعراض. قد يتم إجراء بعض الصور الاشعاعية الطبية لاستبعاد حدوث أي مضاعفات.
يتم العلاج عن طريق إزالة القيح، والمضادات الحيوية، والسوائل الكافية، ومسكنات الألم. وليس هنالك حاجة للتنويم في المستشفى. يصاب في الولايات المتحدة حوالي 3 لكل 10,000 سنوياً بخراج مجاورات اللوزة، معظم المصابين به هم الشباب.

## الأعراض
على عكس التهاب اللوزتين، والذي هو أكثر شيوعًا لدى الأطفال، فإن خراج مجاورات اللوزة لها انتشار عُمري أكبر؛ من الأطفال إلى البالغين. تبدأ الأعراض في الظهور من يومين إلى ثمانية أيام قبل تكوّن الخراج. تشمل الأعراض الأولية التهاب حلق حاد على جانب واحد وألم أثناء البلع. مع تطور الخراج، قد يظهر الألم المستمر في منطقة حول اللوزة، حمى، وشعور عام بالتوعك، وصداع وتشوه في نطق الحروف المتحركة والمعروفة بشكل غير رسمي باسم «صوت البطاطس الساخن». آلام في الرقبة مرتبط بتضخم العقد اللمفية الرقبية وألم في الأذن ورائحة فم كريهة أيضاً. في حين أن نفس هذه العلامات قد تكون موجودة في التهاب اللوزتين، إلا أن عدم القدرة على فتح الفم (كزاز الفك) تُعتبر علامة فارقة لخراج حول اللوزة.
العلامات الظاهرية لخراج حول اللوزة الاحمرار، والانتفاخ في الجهة المصابة، وانتفاخ العقدة اللمفية الوداجية ذات البطنين. قد تنزاح اللهاة نحو الجهة الغير مصُصابة.

## الأسباب
عادة ما يظهر خراج حول اللوزة كمضاعفات لالتهاب اللوزتين الحاد الغير معالجة أو المعالجة جزئياً. العدوى في هذه الحالات تنتشر إلى المنطقة المحيطة باللوزة (التهاب ما حول اللوزة). تحتوي هذه المنطقة على نسيج ضام لين، وبالتالي فهي عُرضَة لتشكّل الخراجات. وقد تعود مرة أخرى.
تسبب كل من البكتيريا الهوائية واللاهوائية خراج حول اللوزة. تعد كلاً من البكتيريا العقدية،
العنقودية، والبكتيريا المستدمية من أشهر البكتيريات الهوائية التي قد تسبب خراج حول اللوزة. بينما أشيع البكتيريات اللاهوائية المسببة لخراج حول اللوزة هي مغزلية ناخرة، هضمونية عقدية، بريفوتيلا والعصوانية.

## التشخيص

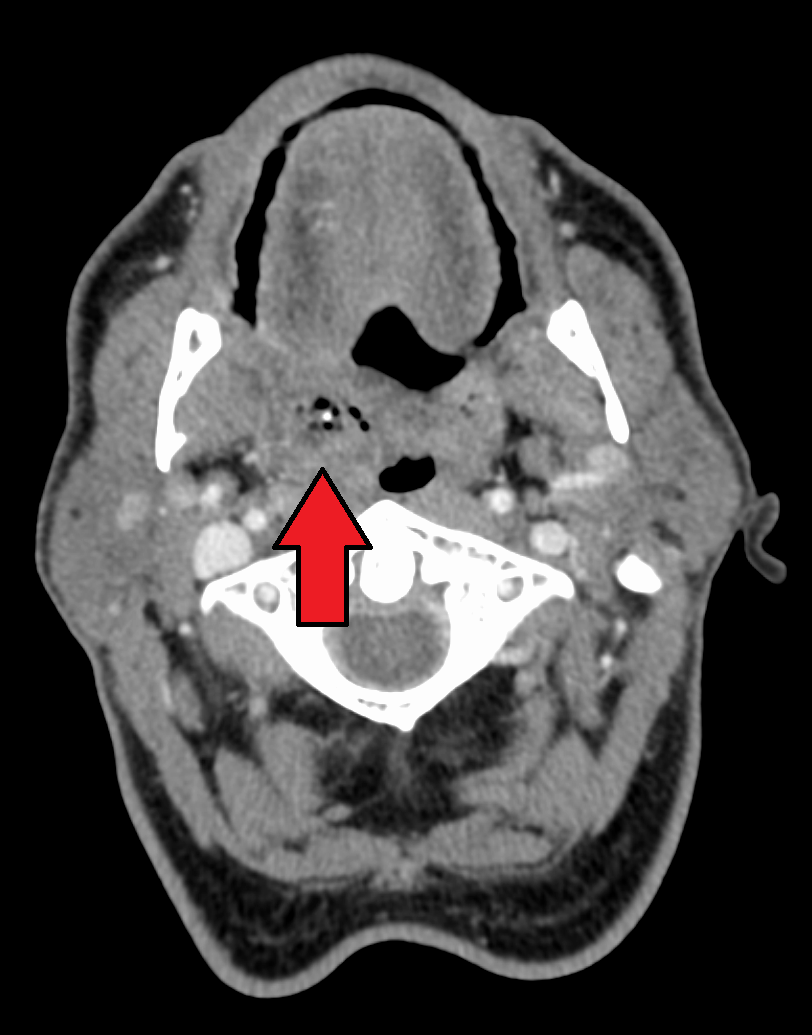
تصوير مقطعي يُظهر خراج مجاورات اللوزة في الجانب الأيمن للمريض

يعتمد التشخيص عادةً على الأعراض. قد يتم أخذ بعض الصور الطبية لاستبعاد أي مضاعفات. الصور الطبية تتضمن تصوير مقطعي، تصوير بالرنين المغناطيسي، أو التصوير بالموجات الفوق الصوتية قد يساعد أيضاً في التشخيص.

## العلاج
يُعالج خراج مجاورات اللوزة بإستخراج القيح، ومن ثم إعطاء المضاد الحيوي المناسب والمسكنات؛  المسكنات الستيرودية مفيدة أيضاً. ولا داعي لتنويم المريض في المستشفى.

### الأدوية
العدوى غالباً ما تكون مقاومة للبنسلين. هنالك العديد من الخيارات للمضادات الحيوية بما في ذلك أموكسيسيلين/حمض الكلافولانيك، كليندامايسين، أو مترونيدازول مع بنزيل بنسيلين أو مع فينوكسي ميثيل بنسيلين. وقد يُستخدم أيضاً بيبراسيلين/تازوباكتام.

### الجراحة
يمكن إزالة القيح بعدة طرق مثل خزعة بالإبرة، الشق والصرف واستئصال اللوزتين.
يمكن إعطاء العلاج أثناء خضوع المريض للتخدير، ولكن هذا عادة ما يكون مخصصًا للأطفال أو المرضى القلقين. يمكن إجراء استئصال اللوزتين إذا كان المريض يعاني من خراجات مجاورة للوزتين متكررة أو تاريخ متكرر من التهاب اللوزتين. بالنسبة للمرضى الذين يعانون من خراج مجاورات اللوزة لأول مرة، فإن معظم جراحي الأنف والأذن والحنجرة يفضلّون «الانتظار والمراقبة» قبل التوصية باستئصال اللوزتين.

## المضاعفات
- خراج خلف البلعوم
- تمدد الخراج إلى أماكن أخرى عميقة في الرقبة مما يؤدي إلى ضعف ي المجاري التنفسية (ذباح لودفيغ).
- إنتان.
- التهاب كبيبات الكلى والحمى الروماتيزمية (المضاعفات الحلقية المزمنة في الحلق)
- قلة التناول عن طريق الفم والجفاف.

## الانتشار
هي أكثر حالات طوارئ الأنف والأذن والحنجرة شيوعاً. وقد تم تقدير عدد الحالات الجديدة لخراج مجاورات اللوزة بحوالي 30 حالة لكل 100,000 شخص سنوياً في الولايات المتحدة. في دراسة أجريت في أيرلندا الشمالية، بلغ عدد الحالات الجديدة 10 حالات لكل 100 ألف شخص سنويًا.
```
في الدنمارك، ارتفع العدد الجديد للحالات الجديدة ليصل إلى 41 حالة لكل 100,000 شخص في السنة.
[
13
]
 عادة ما يكون الأطفال الأصغر سناً والذين ظهر لديهم خراج حول اللوزة منقوصي المناعة، ويمكن أن تسبب العدوى لهم انسداد في المجرى التنفسي.
[
14
]
```

## حالات ملحوظة
- علاء الدين تكش.[15]
- أوسيولا.[16]
- ميشيل دي مونتين.[17]
- أدريان الرابع
- كان يعتقد أن جورج واشنطن قد مات بسبب مضاعفات ناجمة عن العذار، لكن يُعتقد الآن أنه مات بسبب التهاب لسان المزمار.[18]
- جيمس غريغوري من فرقة The Ordinary Boys توفي تقريباً بسبب العذار لأنه تُرِك دون علاج لمدة طويلة قبل بدء العلاج الطارئ.[19]
- أُدخل إييتشيرو أودا - مؤلف كتاب «ون بيس مانغا» الأكثر مبيعاً- إلى المستشفى بسبب مضاعفاته.[20]
- توفي إيان ماكلارين بسبب مضاعفات خراج حول اللوزة بينما كان في جولة محاضرات في الولايات المتحدة.[21]

## روابط خارجية
- Otolaryngology Houston (Pictures of Peritonsillar Abscess)